# Peter Klubal & Co.
Peter Klubal & Co. war während der k.u.k. Monarchie eine bedeutende Wagenfabrik in Prag.

## Geschichte
1856 wandte sich der in Prag am Wenzelsplatz etablierte Sattlermeister Leschtina der Wagenerzeugung zu. Der ursprünglich bescheidene Umfang des Betriebes wurde durch die geschäftliche Tüchtigkeit des Meisters bald erweitert, so dass Leschtina, der im Jahre 1872 starb, ein prosperierendes Gewerbe hinterließ, welches der bisherige Geschäftsleiter Peter Klubal übernahm.
Der neue Besitzer vereinigte sich mit zwei in der Wagenfabrikation vertrauten Männern, dem Schmiedmeister Josef Pokorny und dem Wagnermeister Wenzel Bejol, zu einem registrierten Unternehmen. Der Tätigkeit der drei Gesellschafter gelang es im Verlaufe der Zeit, den gewerblichen Betrieb, den sie übernommen hatten, zu einem modernen, zweckmäßig eingerichteten Fabriksetablissement auszugestalten. Die unter ihrer fachkundigen Leitung hergestellten Fabrikate zeichneten sich auf gleiche Weise durch ihre Eleganz, durch ihre solide Arbeit und Dauerhaftigkeit aus und erwarben sich in allen Kreisen den besten Ruf. Sie fanden nicht nur im Inland guten Absatz, sondern wurden auch nach Russland, Bulgarien, Serbien und insbesondere nach Amerika exportiert. Eine Spezialität des Unternehmens bildete die Erzeugung von Gummirädern, für welche ein eigenes Patent erworben wurde.
Im Jahre 1896 zwang eine schwere Erkrankung Peter Klubal, sich vom Geschäfte zurückzuziehen, und an seine Stelle trat sein Sohn Franz Klubal, an dessen Seite die früheren Compagnons Pokorny und Bejol weiter tätig waren.
In der kurzen Zeit der Wirksamkeit Franz Klubal's, der mit akademischer Vorbildung ausgestattet und auch an praktischer Erfahrung reich das Unternehmen übernommen hatte, erfuhr das Unternehmen eine große Erweiterung. Die Betriebsstätten erwiesen sich bei der stets wachsenden Nachfrage als unzureichend, und so wurde deren Vergrößerung in Angriff genommen. Eine Wagnerei, ein Maschinenhaus und ein Wagenmagazin wurden vollständig neu errichtet, ein Gasmotor mit 8 PS aufgestellt und die maschinelle Einrichtung überhaupt entsprechend ergänzt.
Das Unternehmen besaß am Wenzelsplatz die Fabriksstätte mit einem Flächenausmaß von 800 Quadratfuß und nebstdem ein Wagenmagazin in der Mariengasse, welches 388 Quadratfuß bedeckte.
Die Fabrik vereinigte in fünf Werkstätten die Wagnerei, Schlosserei,  Schmiede und Sattlerei, weiters befanden sich dort auch die Comptoirs, ein Wagen- und eine Materialmagazin.
Die von Franz Klubal durchgeführten Neuerungen haben eine erhebliche Steigerung der Produktion zur Folge gehabt, welche sich von früher 100–150 gegenwärtig auf über 200 jährlich erzeugter Wagen erhöhte. An Arbeitern waren um 1900 um die circa 60 beschäftigt.
Die Dienstzeit der Angestellten reichte von 28 Jahren bei zweien, 10 Jahre bei mehr als acht und sechs Jahre bei mehr als zwanzig. Das Ansehen, das sich Peter Klubal durch sein industrielles Wirken bei seinen Mitbürgern erwarb, kann daran ermessen werden, dass ihn dieselben im Jahre 1883 zum Mitglied der Prager Stadtvertretung wählten.
Im Jahre darauf wurde er, als erster in Böhmen, mit dem Titel eines k.u.k. Hof-Wagenfabrikanten ausgezeichnet, welcher Titel am 17. Februar 1879 auf seinen Sohn Franz übertragen wurde.
Auf der böhmischen Landesausstellung zu Prag erwarben sich die Erzeugnisse des Unternehmens die höchste Auszeichnung, das Ehrendiplom des k.k. Handelsministeriums.